# UFC Fight Night: Cowboy vs. Miller
UFC Fight Night: Cowboy vs. Miller（ユーエフシー・ファイトナイト：カウボーイ・バーサス・ミラー、別名UFC Fight Night 45）は、アメリカ合衆国の総合格闘技団体「UFC」の大会の一つ。2014年7月16日、ニュージャージー州アトランティックシティのレベル・カジノで開催された。

## 大会概要
本大会ではドナルド・セラーニとジム・ミラーのライト級戦が組まれた。
クラウディア・ガデーリャがUFCに初出場した。
本大会より女子ストロー級（115ポンド、52.2kg）が設置された。

## 試合結果

### アーリープレリム
第1試合 女子ストロー級 5分3R
○  クラウディア・ガデーリャ vs.  ティナ・ラーデマキ ×
3R終了 判定3-0（30-26、30-27、30-27）

### プレリミナリーカード
第2試合 ライト級 5分3R
○  ヨスデニス・セデーノ vs.  ジェロッド・サンダース ×
1R終了時 TKO（棄権）
第3試合 バンタム級 5分3R
○  アルジャメイン・スターリング vs.  ウゴ・ヴィアナ ×
3R 3:50 TKO（パウンド）
第4試合 女子バンタム級 5分3R
○  レズリー・スミス vs.  ジェサミン・デューク ×
1R 2:24 TKO（スタンドパンチ連打）
第5試合 ライト級 5分3R
○  グレイゾン・チバウ vs.  パット・ヒーリー ×
3R終了 判定3-0（30-27、29-28、29-28）

### メインカード
第6試合 フェザー級 5分3R
○  ルーカス・マルチンス vs.  アレックス・ホワイト ×
3R 2:08 KO（右ストレート→パウンド）
第7試合 フライ級 5分3R
○  ジョン・リネカー vs.  アルプトキン・オズキリッチ ×
3R 4:51 TKO（左フック→パウンド）
第8試合 ライト級 5分3R
○  ジョー・プロクター vs.  ジャスティン・サラス ×
2R 3:27 TKO（左フック→パウンド）
第9試合 ウェルター級 5分3R
○  リック・ストーリー vs.  レオナルド・マフラ ×
2R 2:12 肩固め
第10試合 ライト級 5分3R
○  エジソン・バルボーザ vs.  エヴァン・ダナム ×
1R 3:06 TKO（右ミドルキック→パウンド）
第11試合 ライト級 5分5R
○  ドナルド・セラーニ vs.  ジム・ミラー ×
2R 3:31 KO（右ハイキック→パウンド）

### 各賞
ファイト・オブ・ザ・ナイト： ジョン・リネカー vs. アルプトキン・オズキリッチ
パフォーマンス・オブ・ザ・ナイト： ドナルド・セラーニ、ルーカス・マルチンス
各選手にはボーナスとして5万ドルが授与された